# 大阪出入國在留管理局
大阪出入國在留管理局（日语：／ Ōsaka shutsunyūkoku zairyū kanrikyoku */?）是一位於日本大阪府大阪市住之江區的法務省地方支分部局，負責管轄包含大阪府在內的二個府與四個縣境內的入國事務。根據《出入國管理與難民認定法》的相關規定，該局主管的行政事務包含外國人入出國境事務、滯留、違反手續與難民相關事務的調查。

## 組織架構
- 大阪出入國在留管理局長（官職・入國審查官）
  - 次長2人（官職・入國審查官）
  - 警備監理官（官職・入國警備官、階級・警備監）
  - 總務課
  - 會計課
  - 登錄室
  - 首席審查官6人（官職・入國審查官）
    - 審查管理擔當（審查管理部門）
    - 就業・永住審查擔當（就業・永住審查部門）
    - 留學・研修審查擔當（留學・研修審查部門）
    - 審判擔當（審判部門）
    - 實態調查擔當（實態調查部門）
    - 情報管理擔當（情報管理部門）

  - 首席入國警備官5人（官職・入國警備官）
    - 企劃管理擔當（企劃管理部門）
    - 調查第一擔當（調查第一部門）
    - 調查第二擔當（調查第二部門）
    - 處遇擔當（處遇部門）
    - 執行擔當（執行部門）

## 下轄支局與出張所
- 本局
  - （茨木分室）
  - 大津出張所
  - 京都出張所
  - 舞鶴港出張所
  - 奈良出張所
  - 和歌山出張所
- 關西機場支局
- 神戶支局
  - 姫路港出張所

## 外部連結
- 入国管理局ホームページ（页面存档备份，存于）
- 自動化ゲートの運用について（お知らせ）（页面存档备份，存于） 法務省入国管理局